# Claspettomyia retrorsa
Claspettomyia retrorsa är en tvåvingeart som beskrevs av Jiang och Bu 2004. Claspettomyia retrorsa ingår i släktet Claspettomyia och familjen gallmyggor. Inga underarter finns listade i Catalogue of Life.